# Johannes Toepffer

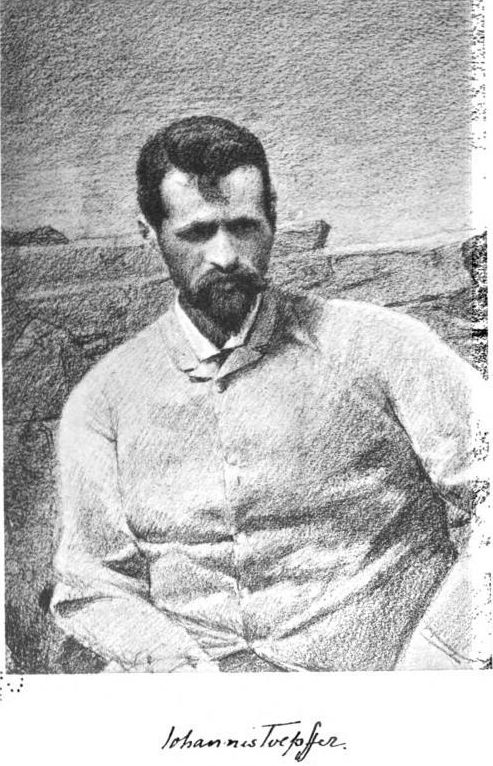
Johannes Toepffer in der Basler Zeit (1894/1895)

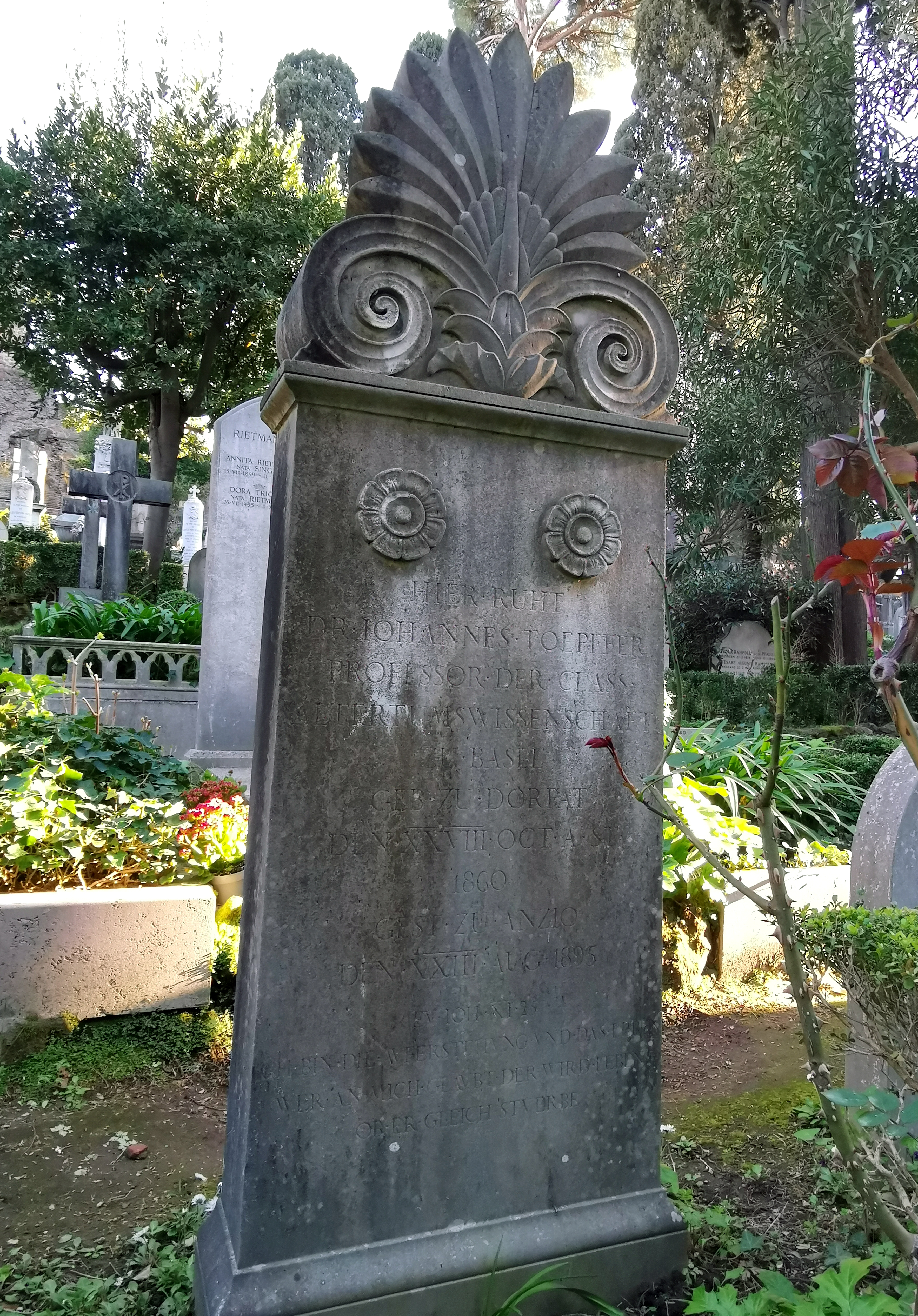
Grab auf dem Nichtkatholischen (Protestantischen) Friedhof Rom

Johannes Alexander Ferdinand Toepffer (* 9. November 1860 in Dorpat, Estland; † 23. August 1895 in Anzio) war ein deutscher Althistoriker.

## Leben
Seine Eltern waren der protestantische Pfarrer  Carl August Reinhold Töpffer (1831–1887) und dessen Ehefrau  Antonie Musso. Er war der älteste Sohn des Paares und wuchs im nahegelegenen Dorf Talkhof auf. Den ersten Unterricht erhielt er von seinen Eltern und wurde danach von einem Hauslehrer auf den Besuch des Gymnasiums zu Dorpat vorbereitet, das er 1878 mit dem Reifezeugnis verließ. Beeinflusst von seinem Hauslehrer Reinberg wandte sich Toepffer der Altertumswissenschaft zu, die er ab 1878 bei Georg Loeschcke, Wilhelm Hoerschelmann und Ludwig Mendelssohn an der Kaiserlichen Universität Dorpat studierte. In Dorpat wurde er Mitglied der Studentenverbindung Livonia und bestand 1884 das Staatsexamen mit einer Arbeit über die Schlacht von Salamis.
Im Sommersemester 1884 ging Toepffer nach Bonn, wechselte aber schon nach einem Semester an die Universität Göttingen, wo er ein Schüler Ulrich von Wilamowitz-Moellendorffs wurde. Ihm und Georg Loeschcke widmete er später seine Monografien Quaestiones Pisistrateae (1886) und Attische Genealogie (1889).
Nach kurzem Aufenthalt in Berlin kehrte Toepffer nach Dorpat zurück und bestand die Magisterprüfung. Seine Opponenten waren Loeschcke, Mendelssohn und Valerian von Schoeffer. Noch im selben Jahr kehrte er nach Göttingen zurück, wo er unter der Aufsicht von Wilamowitz die Attische Genealogie verfasste, seine umfangreichste und meistbeachtete Veröffentlichung. Das Werk wurde bei seinem Umzug nach Berlin von den dortigen Professoren Ernst Curtius, Hermann Diels, Ulrich Köhler und Carl Robert sehr wohlwollend aufgenommen und blieb trotz aller Entwicklungen und Neufunde noch jahrzehntelang grundlegend für die Chronologie. In Berlin schloss sich Toepffer besonders an Curtius und Robert an, in dessen Schülerkreis „Anomia“ er viel verkehrte. Um in Berlin zur Habilitation zugelassen zu werden, musste er an einer deutschen Universität seine Promotion nachholen. Er tat dies in Leipzig.
Nach der Habilitation am 18. Januar 1890 begannen für Toepffer Wanderjahre durch die Stätten der klassischen Antike. Ein Jahr lang war er Reisestipendiat des Deutschen Archäologischen Instituts und bereiste Kleinasien, wo er bei Grabungen in Magnesia am Mäander den Archäologen Karl Humann kennenlernte. Er regte ihn damals zu den späteren Grabungen in Milet an. Viele Monate verbrachte Toepffer in Athen, wo er besonders mit Paul Wolters und Wilhelm Dörpfeld in Kontakt kam. Sein Verhältnis zu Dörpfeld war gespalten: Als Architekten bewunderte er ihn, als Topografen bekämpfte er ihn. Eine Verlängerung seines Reisestipendiums scheiterte an der Bürokratie, so dass Toepffer Athen im Frühjahr 1892 verließ und zahlreiche Vorhaben fallen ließ. Die nächsten Monate verbrachte er auf Reisen durch Italien, Frankreich, Belgien und England.
Im Frühjahr 1893 kehrte Toepffer nach Berlin zurück, war aber hier nach seinem Athener Fiasko sehr unzufrieden und nahm daher die Anregung seines Freundes Ferdinand Dümmler gern an, nach Basel zu wechseln. Dorthin wurde Toepffer im Sommer 1894 als außerordentlicher Professor berufen. Sein beachtlicher Lehrerfolg ging mit großer körperlicher Erschöpfung einher, die seine schwache Gesundheit angriff. Auf einer Kurreise in Anzio im Sommer 1895 starb er plötzlich und überraschend. Seine letzte Ruhestätte fand er in Rom auf dem Protestantischen Friedhof an der Cestius-Pyramide, wo ihm seine Freunde ein Grabdenkmal errichteten. Sein Biograf Otto Kern gab 1897 den Sammelband Beiträge zur Griechischen Altertumswissenschaft heraus, in dem man neben den verstreuten Schriften des Verstorbenen eine Biografie, ein Schriften- und ein Vorlesungsverzeichnis findet.

## Schriften (Auswahl)
- Attische Genealogie. Berlin 1889
- Otto Kern (Hrsg.): Beiträge zur Griechischen Altertumswissenschaft von Johannes Toepffer. Berlin 1897